# Александр II (царь Имеретии)
Александр II (? — 1 апреля 1510) — царь Имеретии (1484—1510). Второй сын и преемник царя Имеретии Баграта (II) VI. Из имеретинской ветви династии Багратионов.

## Биография
Сын грузинского царя-узурпатора Баграта VI, он ненадолго наследовал своему отцу в 1478 году во время гражданской войны в Грузии 1463—1491 годов, которая разделила королевство на несколько независимых государств. Изгнанный самозванцем, своим дядей Константином II, он быстро нашел убежище в северных горах западной Грузии, где в течение нескольких лет продолжал гражданскую войну. Он вернулся к власти в 1484 году после национального хаоса, который помешал Константину II защитить свои владения, и был коронован царем Имеретии. Его правление оставалось нестабильным и пережило еще два вторжения Константина II в 1485 и 1487 годах, прежде чем окончательно получить трон в 1489 году.
Формальное разделение Грузии в 1490 году сделало Александра II одним из четырех независимых грузинских правителей, а также основателем Имеретинского царства. Он посвятил свое правление реформированию внутренней ситуации в стране, в то же время столкнувшись с автономными амбициями практически самостоятельных княжеств (мтаварств) Мегрелии и Гурии. После неудачной попытки отвоевать центральную Грузию в 1509 году, Имеретия столкнулась с османами в первом вторжении, которое положило начало геополитическим конфликтам в регионе на следующие столетия.

### Ранние годы
Александр был сыном Баграта VI, эристави Самокалако, а затем провозгласившим себя царем в Западной Грузии, и его жены, некой Елены. Хотя грузинские источники мало упоминают о братьях Александра, вполне вероятно, что он был вторым сыном Баграта VI, а в некоторых современных документах Вахтанг упоминается как старший сын Баграта. Вполне вероятно, что Вахтанг умер очень молодым, между 1454 и 1468 годами. В 1466 году его отец вторгся в Картли и был провозглашен царем Грузии как Баграт VI Грузинский. Баграт VI быстро выступил против царевича Константина II, который также претендовал на грузинскую корону, и в 1468 году они достигли соглашения о временном мире: Баграт VI остался царем Грузии и согласился разделить царство после своей смерти, при этом Константин II унаследовал Картли, а Александр — Западную Грузию.

## Самостоятельный правитель Имеретии
Баграт VI умер в 1478 году и, несмотря на соглашение с Константином, Александр попытался захватить бразды правления в Картли и Имерети. Но Константин, который уже правит Квемо Картли и грузинской Арменией, угрожает столице Тбилиси, и Александр пытается добиться коронации себя в Кутаиси, в западной Грузии, католикосом Абхазии. Однако его коронация провалилась, когда церемонию бойкотировали князья Вамек II Дадиани, Кахабер II Гуриели, а также князья Абхазии и Сванетии, что лишило Александра легитимности.
В то время как царская армия оставалась под контролем Александра, Константин II быстро захватил Тбилиси с помощью горных ополчений из Хевсурети и Тушети, оставив Александра без столицы. Его войска быстро отступили из Картли, и многие крепости по всей центральной Грузии пали под натиском войск Константина, который заменил мелких дворян, назначенных Багратом VI и Александром II, верными наместниками.
В 1479 году Гори был захвачен Константином II, и Александр нашел убежище в Кутаиси. Князь Мегрелии, Вамек II Дадиани, желающий отомстить за наследство Баграта VI за самодержавие последнего, заключает союз с Константином и помогает последнему вторгнуться в Имеретию. Крах царской армии сопровождался предательством знати Имеретии, которые в 1479 году присягнули на верность Константину.
Александр укрепился в цитадели, в то время как горцы Константина и мегрельские войска Вамека II вместе захватили Кутаиси.  В этом центре Западной Грузии Константин II получил присягу князей Мегрелии и Гурии, оставил в городе батальон для его защиты от возможного будущего нападения Александра и отправился воевать против княжества Самцхе-Саатабаго.

### Партизан
После поражения в 1479 году Александр отступил в горы Рачи и Лечхуми, где заключил союз с местным населением и продолжал претендовать на престол своего отца. Генеалог Кирилл Туманов, на самом деле, говорит, что Александр оставался привязанным к идее своего наследственного права на грузинский престол как старший потомок Давида VI (годы правления 1245–1293), в то время как турецкий историк Ибрагим Печеви, писавший в XVI веке, оправдывает генеалогические притязания Александра. Современный историк Дональд Рейфилд, однако, предполагает, что Константин II сделал Александра эриставом Рачи и Лечхуми в 1479 году, с резиденцией при царском дворе Кутаиси.
В той мере, в какой он управляет обеими провинциями и ведет сопротивление центральной власти. В 1483 году он женился на некой Тамаре и, возможно, воспользовался случаем, чтобы местная знать короновала себя как антицаря. В том же году Константин II потерпел решительное поражение в битве при Арадети у Самцхе-Саатабаго и был вынужден отступить в сторону Тбилиси. В 1484 году Вамек II Дадиани, который обеспечил центральную власть в Имеретии от имени Константина, умер, и Александр увидел в этих событиях возможность  и начал новую военную кампанию.

## Возвращение престола
С помощью своих горных войск Александр захватил ослабленный и покинутый Кутаиси в 1484 году и короновал себя как Александр II, царь Лихт-Имерети (ლიხთ-იმერეთი, что означает «народ по эту сторону Лихи», Лихи — это горный хребет, отделяющий западную Грузию от Картли), декларация независимости против остальной части Грузинского царства. После своей коронации он вторгся в остальную часть региона, не достигнув, однако, успеха в покорении Мегрелии и Гурии, в то время как Константин был занят войной в Самцхе.
Константин II продолжил войну за воссоединение Грузии и попытался вторгнуться в Имеретию в 1485  потерпел поражение от Александра и дворянина из рода Лорткипанидзе в битве при Чихори.  Грузинский царь был вынужден вернуться в Картли в 1486 году, когда султан Якуб-бек начал серию военных вторжений в его владения.  Липарит II Дадиани, герцог Мегрелии, однако, продолжал противостоять Александру и в 1487 году пригласил Константина II вернуться в Имерети. Картлианские и мингрельские войска, вступившие в союз с некоторыми имеретинскими дворянскими группировками, вторглись во владения Александра, который был вынужден снова покинуть свою столицу и укрепиться в цитадели.  См. Когда горные ополчения Константина осадили Александра[, последний укрылся в горах на севере страны, а Константин и Липарит взяли под контроль крепости, верные сыну Баграта VI.
Константин обеспечил свои завоевания, используя северокавказские племена для укрепления своей юрисдикции. Он остался в Кутаиси, опасаясь нового восстания со стороны Александра. Таким образом, когда Якуб снова вторгся в Картли в 1488 году, он воспротивился требованиям о своем возвращении и послал двух своих генералов сражаться вместо него.  Однако Якубу удалось осадить Тбилиси, вынудив Константина оставить беззащитную Имерети, предоставив Александру вернуться к власти.
При серьезной ситуации в Восточной Грузии Александру II удалось заключить мир с имеретинской и липаритской знатью Мегрелии. В 1489 году коалиция горных войск из Рачи, Лечхуми и Сванетии вторглась в Имеретинию и захватила множество стратегических крепостей, не дав Константину возможности нанести ответный удар.  Кутаиси пал в короткие сроки, ознаменовав окончательное отделение Имерети, разделение, которое продолжалось до русского вторжения в 19 веке.
В 1490 году Тбилиси был освобожден, Константин II созвал свой королевский совет, чтобы принять решение о плане действий по отвоеванию Кахетии, Имерети и Самцхе. Однако большая грузинская знать, которая заседала в совете, опасаясь значительного увеличения власти Константина, решила официально распустить созданное в 1008 году Грузинское царство. Затем был подписан ряд мирных договоров между Константином и многочисленными региональными лидерами. В Имеретии Тбилиси вел переговоры о признании границ Александра II[, в то время как последний был вынужден согласиться на значительную автономию для Гурии и Мегрелии, а Абхазия была включена в состав Мегрелии: децентрализованная и нестабильная Западная Грузия может открыть двери для будущих реконкист.  Окончательный договор был подписан между Константином и Александром в 1491 году, через год после решения царского совета (или 1493 года, согласно некоторым источникам).

## Преобразование Имеретинского Царства
Став независимым, Александр II должен столкнуться с нестабильным королевством и могущественной знатью, которая постоянно угрожает его власти. Первые годы своего пребывания на троне он провел, пытаясь установить свою власть, ведя войну против непокорных феодалов: некоторые из них были казнены, а другие были конфискованы со своими землями и дворянскими титулами или заменены другими дворянами, верными ему.  Однако самой большой проблемой для него оставались великие князья, правившие Причерноморьем, Липрит II Дадиани и Георгий I Гуриели. С ними он обрел  после соглашения, которое определило всю дальнейшую историю Имеретинского царства:
- Корона больше не участвует во внутренних делах двух княжеств;
- Князья Мегрелии и Гурии освобождаются от обязанности платить налоги в Имерети;
- Правители Мегрелии автоматически становятся Мандатуртухуцеси;
- Правители Гурии также стали Амирспасаларом, командующим королевскими войсками;
- Мегрелия и Гурия вынуждены обеспечить королевскую армию солдатами;
- Земли двух княжеств остаются открытыми для королевской охоты;
- Король сохраняет за собой право де-юре подтверждать наследование герцога.

Александр II также пытался навязать свою юрисдикцию в Абхазии, подчинив себе Соломона Шарвашидзе, а также герцогский род Геловани из Сванетии.  Современные документы свидетельствуют, что Александр быстро включился во внутренние дела Сванетии и во время политического конфликта за господство в горной провинции поддержал клан Джапаридзе-Кучайдзе.  Подражая своим коллегам из Картли и Кахетии, он приступил к военной реформе, которая разделила вооруженные силы на четыре Садрошо, возглавляемых царем и наследственными правителями Аргвети, Рача и Лечхуми.  В то время как аналогичная реформа в Кахетии дала монарху большой контроль над своей армией, изменения Александра позволили знати увеличить свою власть, еще больше разделив маленькое царство.
В 1495 году царица Тамара родила царевича Баграта, наследника Александра II. В том же году он подписал новый мирный договор с Константином II, гарантировавший помощь последнего против восставшей мелкой знати Имерети.

## Вторжение в Картлийское царство
Отсутствие единства между четырьмя грузинскими государями вновь проявилось в 1500 году, когда Константин II, Александр I Кахетинский и Кайхосро I Джакели сформировали антиосманскую коалицию с сефевидским Ираном, в которой Александр II не участвует.  В 1505 году Константин, заклятый враг Александра, умер и оставил свое королевство своему сыну, Давиду X.
Александр использует слабость молодого царя, чтобы попытаться воссоединить Грузию под своим скипетром. В 1509 году он с большим войском переправился через Лихи и захватил город Гори.  Александр II продолжил наступление и вскоре аннексировал весь северо-запад Картли.

## Османское вторжение
На границах Имеретии Османская империя набрала силу, но, несмотря на быстрое военное вторжение в 1461 году, чтобы отговорить грузин от интервенции в помощь Трапезунду, османы в значительной степени игнорировали Западную Грузию во второй половине XV века. Однако эта политика изменилась во время правления султана Баязида II (1481–1512 гг.), который сосредоточился на своих восточных границах для борьбы с влиянием нового Сефевидского Ирана. С начала 1500-х годов османская армия вторглась в Самцхе-Саатабаго и Гурию и временно конфисковала провинции Аджария и Чанети.  В то же время османы использовали Черное море для влияния на Абхазию и включили в сферу своего влияния племя джиков.
В 1509 году османы воспользовались отсутствием Александра II, который проводил кампанию в Картли, чтобы вторгнуться в Имерети. Селим, османский наместник Трапезунда и сын султана, вторгся в Анатолию 23 ноября 1509 года[ во главе армии Северного Кавказа, созданной в Анатолии. Захватчики разорили царство, захватили Кутаиси, сожгли столицу и монастырь Гелати, религиозный центр западной Грузии. Александр немедленно покинул Гори, уполномочив Давида X Картлийского отвоевать провинции, занятые имеретянами, но не смог освободить пленников, захваченных османами в качестве рабов.  Вторжение подробно описано турецким историком Ибрагимом Печеви в 16 веке.

## Смерть
В марте 1510 года царица Тамара умерла, а Александр подготовил план вторжения в Анатолию против османов. Он заболел болезнью, «столь же болезненной, сколь и больной», согласно грузинским летописям, и умер 1 апреля 1510 года. Похоронен вместе со своей женой в монастыре Гелати. Его сын Баграт III наследовал ему на престол.

## Семья
В 1483 году Александр II женился на Тамаре (ум. 12 марта 1510 года). Дети: Баграт III, царь Имеретии, Давид (род. в 1505), Вахтанг (ум. около 1545), Хосров и Елена.
Александр II умер 1 апреля 1510 года и был похоронен рядом со своей женой в Гелатском монастыре близ Кутаиси. Дети:
- Баграт III (1495–1565), царь Имеретии с 1510 г.
- Давид (1510–1524)
- Вахтанг (1512–1548)
- Георгий (1511–1545)
- Деметре (ум. 1511)
- Принцесса Тинатин (была замужем за Спиридоном Бинашвили (Чолокашвили)).